# 檢驗

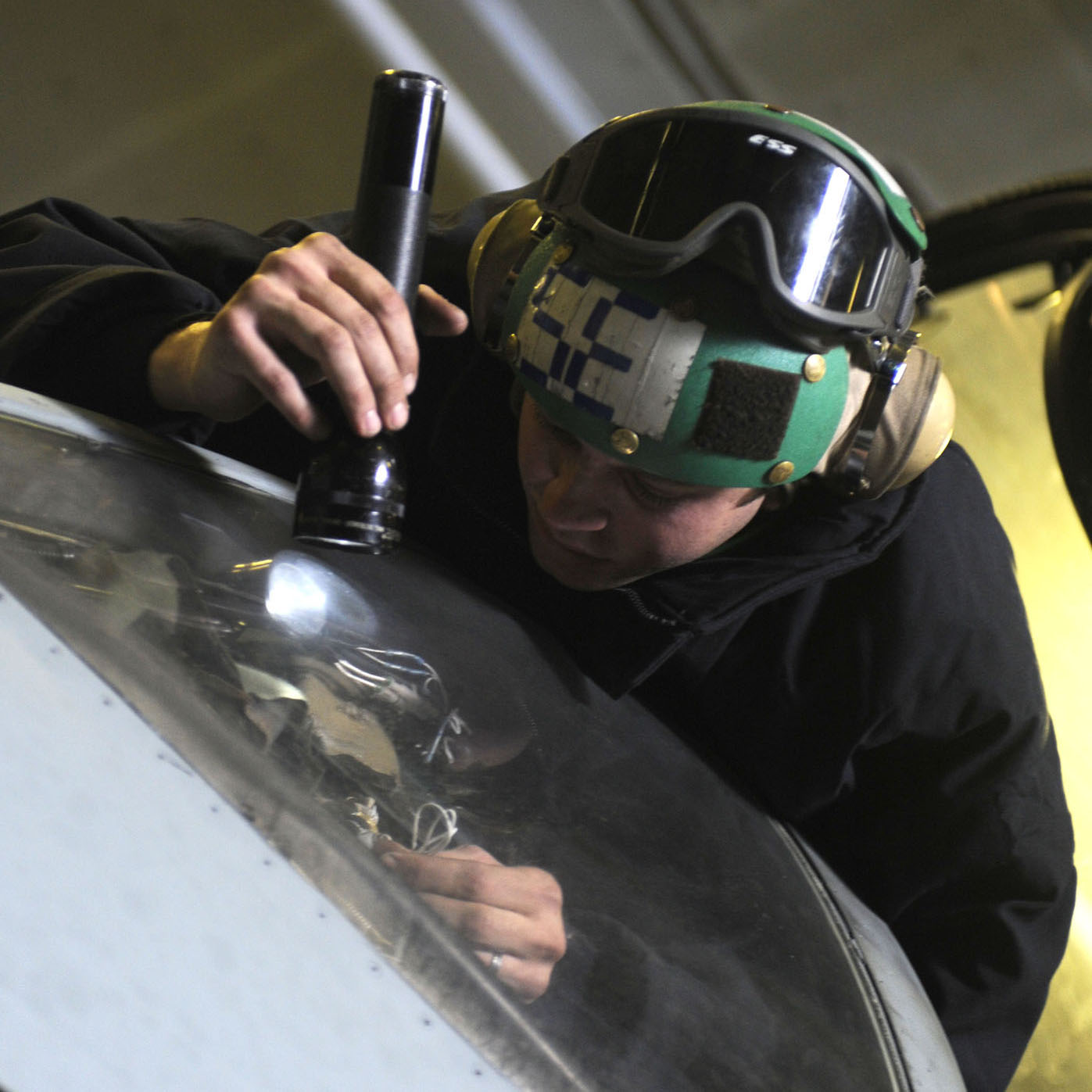
美国海军飞机上电子设备的维护检查

检验（inspection）是对有关项目或特性的检查、试验、测量、比较和校准，以判断每项性能是否合格的评价过程。检验通常是非破坏性的。
人們在產品完工以及工程建設完畢時常常需確認成品的品質是否過關。檢驗時通常要將成品与一定的標準进行比较，以确定成品能否達標。人們可以直接通過目视检验產品，也可以通過超声检验產品。
另外還有一種檢測手段叫作突击检验。執法部門或上級部門想了解產品或服務的真實情況，會在没有事前警告的情况下直接來到生產基地查驗。而如果執法部門事先放出風聲要檢查，廠家就會通過各種手段掩盖品質問題。这可能导致檢查的結果不准确:28。

## 备注
1. ↑  近似用语“检测”[5][6]（detection）是用特殊装置对不能直接观测的目标或现象进行观察和评价的方法。